# 里奥纳德·科恩
里奥纳德·诺曼·科恩（英語：Leonard Norman Cohen，也译作莱昂纳德·诺曼·科恩，1934年9月21日—2016年11月7日），生於魁北克蒙特婁西峰（Westmount），加拿大创作歌手、音乐人、诗人以及小说家。他的作品中充满对宗教、孤独、性以及权利的探讨。科恩先后获选进入加拿大音乐名人堂，加拿大创作名人堂，美国摇滚名人堂，同时他被授予了加拿大最高平民荣誉加拿大勋章及魁北克民族勋章。  
2008年科恩获选进入美国摇滚名人堂时，致辞人娄·里德形容其是“最高水準与最具影响力的创作人之一。”
评论家布魯斯·艾德（Bruce Eder）曾在一篇评述科恩流行音乐事业的文章中写到，“（科恩）是六十年代晚期最迷人也是最神秘……的创作人之一，……40年的音乐创作成功的保留了一批听众……仅次于鲍勃·迪伦（也许还有，从影响力来说），在众多从上世纪六十年代开始并且还依然活跃在21世纪的舞台上的音乐人物里，他比其他任何一位都更能吸引评论家和年轻音乐人的注意力。”
美国诗人学会对其在艺术领域的一生做出过更加概括的评论，包括他的诗歌、小说以及词曲作品，“（科恩）对诗歌、小说和音乐的成功糅合在其1993年出版的《Stranger Music: Selected Poems and Songs》作品表现得尤其突出，这部作品包含了200多首科恩的诗……多段小说的节选，和大约60首歌词……虽然对于某些人来说，里奥纳德在追求音乐创作时偏离了文学；但是对于喜爱科恩的人来说，他们更加乐于认为他作为一名通才跨越了多种艺术之间隐晦的界限。”

## 早年生涯
科恩于1934年9月21日出生在魁北克省蒙特利尔市的一个英语区，西峰区的一个犹太中产家庭。他的母亲Marsha (Masha) Klonitsky，是一名犹太教拉比的女儿，是立陶宛犹太人的后裔；而他从波兰移民来的祖父Lyon Cohen，是加拿大犹太国会的首任主席。科恩的父亲经营一个规模很大的服装商店，在其9岁时去世。聊到作为一名“科恩”这个话题，科恩形容自己“有着一个十分弥赛尔的童年”，他在1967年和Ricarhd Goldstein聊到，“我从小被教育自己是最高祭司亚伦的后代.”
科恩就读于Roslyn小学，1948升入西峰中学，他在中学时加入了学会并开始接触音乐与诗歌，在当时，科恩尤其被费德里戈·加西亚·洛尔卡的诗歌所吸引。像其他青春期的孩子一样，科恩开始学习弹奏吉他，并组建了一个叫做Buckskin Boys的乡村民谣乐队。虽然一开始科恩学习弹奏的是一般的民谣吉他，但是在一名年轻的西班牙弗拉明戈吉他手教过他几个和弦和一些弗拉明戈歌曲之后，他很快开始转换到了古典吉他的学习。

## 诗歌和小说
1951年，科恩獲麦吉尔大学录取。在大学中科恩曾任麦吉尔辩论联盟的主席，并且以其“Sparrows”和“Thoughts of a Landsman”两首诗作，在Chest MacNaghten文学竞赛中获胜。1954年3月科恩在CIV/n杂志上发表了自己的第一首诗歌作品，同期还刊登了科恩的诗歌教授Irving Layton和Louis Dudek（两人同时任职于该刊物的编辑委员会）的作品。第二年科恩从麦吉尔大学毕业，并获得艺术学学士学位。大学期间，他在文学上深受William Butler Yeats,Irving Layton（任职于麦吉尔教授政治学，后来成为了科恩的导师与好友）惠特曼，洛尔卡与亨利·米勒的影响。科恩第一本发行的诗集《Let Us Compare Mythologies》（1956)，在Louis Dudek（在麦吉尔大学教授诗歌学，同时也是科恩的导师）的帮助下，于毕业後第二年出版，这本书同时也是麦吉尔诗歌作品系列的第一本出版物。这本书包含大量“科恩于15岁到20岁之间创作的作品”，科恩将此书致献给已经过世的父亲。著名的加国文学评论家諾思洛普·弗萊为此写过一篇评论，给与科恩“谨慎的赞扬”。
完成本科学位之后，科恩继续在麦吉尔的法学院学习一个学期，随后到纽约，在哥伦比亚大学学习一年。科恩将其研究生生涯描述为“没有肉体的激情，没有高潮的爱”。最後，科恩在1957年离开纽约，回到了蒙特利尔，从事各种奇奇怪怪的工作，并将注意力放在创作小说和诗歌上，其中包括他于1961年由McClelland & Stewart出版社出版的书The Spice-Box of Earth(1961)。幸运的是，科恩父亲的遗产提供给他一份微薄的信托基金收入，足以让科恩去追求文学上的梦想，同时The Spice-Box of Earth一书也成功地拓展了科恩在诗歌上的受众，帮助他踏入麦吉尔的限制，进入加拿大的诗歌；这本书同时也帮助他赢得作为加拿大诗歌新声的认可。科恩传记的作者Ira Nadel 在其书中写到：“这本书收到了热情的赞扬……评论家Robert Weaver称感受到书中蕴含的力量，并称科恩‘可能是加拿大目前最优秀的年轻诗人’。”
在整个六十年代的大部分时间里，科恩继续从事诗歌与小说的创作。自从他在伊兹拉岛（位于爱琴海萨罗尼科斯群岛，希腊辖区）上购买一处住所之后，科恩几乎过着深居简出的生活。在伊兹拉创作期间，科恩出版了诗集Flowers of Hitler(1964)，小说The Favourite Game（1963）和Beautiful Losers（1966）。The Favourite Game是一部自传体形式的成长小说，其中讲述一位年轻人透过写作发现自我身份的过程；Beautiful Loser一书则成功吸引了加拿大出版界的关注，并且因为其间大量生动的性爱描写篇章饱受争议。1966年科恩同时出版了诗集Parasite of Heaven，与其同年出版的小说一起受到好坏参半的评价，销量惨淡。   
而后，科恩将更多的注意力放在录制唱片上，越来越少出版文学作品。1978年，科恩终于发行了沉寂多年以来的第一本诗歌集Death of a Lady's Man（不要与其头年发行的名称相似的专辑Death of a Ladies' Man相混淆），直到1984年科恩才又发行另外一部诗集Book of Mercy，这部作品為他赢得加拿大作家协会的诗歌文学奖。该书包含50首散文诗，其内容深受希伯来圣经和禅宗著作的影响，科恩自己将这些作品称为“祷文”。
之后科恩于1993年发行了Stranger Music: Selected Poems and Songs，2006年出版了Book of Longing，科恩将这本书致献给诗人Irving Layton。在90年代末期和新世纪初，很多科恩新创作的诗歌被首次发布在科恩的歌迷网站The Leonard Cohen Files上，包括诗歌“A Thousand Kisses Deep”（后来被科恩采纳作为一首歌的歌词）的最初版本。
1998年，在一次采访中，科恩这样描述自己的写作过程：“就像一只熊，跌跌撞撞不小心撞上了一个蜂房或者蜂蜜贮存处，我就是这样撞了进去，并且被困住了，它（写作）既可口又可怖，我在其中，感到是它并不那么光鲜，甚至是相当难堪，相当痛苦，可是却又无从避免。”
2011年，科恩获頒「阿斯圖里亞斯親王獎」。

## 唱片事业

### 1980年代前
因为对自己未能在写作上取得较大的经济上的成功，1967年科恩来到了美国，投身自己作为一名民谣唱作歌手的事业。在整个上世纪60年代，他都是安迪·沃霍的“工厂帮”中的边缘人物。安迪沃霍推测科恩经常在俱乐部中聆听Nico的表演，给科恩的音乐风格带来了一定的影响。Judy Collins翻唱他的《Suzanne》一歌获得了巨大的成功，这首歌在很长一段时间内也是科恩被翻唱得最多的歌曲。在一些民谣音乐中相继进行表演之后，科恩获得了哥伦比亚唱片公司代理人John H. Hammond的关注，并和科恩签下了唱片合约。
科恩的第一張专辑是《Songs of Leonard Cohen》（1967）。虽然一开始Hammond打算自己来制作这张专辑，可是因为疾病的原因，制作人John Simon代替他来进行这项工作。Simon和科恩因为乐器编排和混音种种因素产生了很大的分歧；科恩希望专辑中有更多的声音加入，而Simon认为管弦乐的编排对歌曲更有好处。根据传记家Ira Nadle的描述，尽管科恩对混音进行了自己的更改，可是Simon附加的工作“无法在母带中的四首歌曲上被拿去”。尽管这样，这本专辑依然在美国成为小众文化圈内的宠儿，同样的事情也发生在英国，这張专辑在英国的音乐排行榜上停留了超过一年。很多来自这本专辑的歌曲被其他有名的民谣歌手翻唱，例如詹姆斯·泰勒和茱蒂·歌琳。
第一張专辑之后，科恩创作了《Songs From a Room》（1969）（包含后来多次又录制主打歌曲“Bird on the Wire”）和《Songs of Love and Hate》（1971）。这两張专辑都由制作人Bob Johnston在纳什维尔制作，Bob帮助科恩实现了在他曾在制作第一張专辑时追求的目標，在专辑中加入更多声音的想法；Johnston也加入了科恩随后的两轮巡演，在现场演奏风琴和钢琴。
1970年时，科恩开启了自己的首次巡演，先后在美国，加拿大和欧洲进行了演出，还参加了当年的怀特岛音乐节。1972年他再次开启自己的巡演，采用了一些与上一次相同的乐队班底，包括Charlie Daniels和自己的制作人，Bob Johnston；乐队的昵称为“The Army”。两次巡演被制作成了《Live Songs》黑胶专辑。《Leonard Cohen怀特岛现场1970》在2009年发行。1972年那场巡演，同样由Tony Palmer拍摄，取名为Bird on Wire；在科恩的指导下于1974年被重新剪辑，但直到2010才又基于Palmer的版本重新制作，并公诸于众。
1971年，电影导演Roger Altman采用了“The Stranger Song”，“Winter Lady”和  “Sisters of Mercy”（都来自科恩的首张专辑《Songs of Leonard Cohen》）作为自己的西部片《McCabe & Mrs. Miller》的电影原声。
从1974年前后，科恩和钢琴家编曲家John Lissauer开始合作，制作了一场广获赞扬的现场音乐。他们从1974开始一起在欧洲巡演，随后在美国，1975年在加拿大。作为对科恩新专辑《New Skin for Old Ceremony》的支持宣传，这本专辑由Lissauser编曲制作。1975年下半，科恩和Lissauser和新乐队为了专辑《Best of Leonard》的发行，在美国加拿大进行了一系列的演出。这次巡演加入了一些还在制作的专辑中的新歌，由科恩和Lissauer共同创作完成，专辑名为《Songs for Rebecca》。不过这些巡演中的录音并未被发行，该专辑在1976年发行（其中一些歌曲被科恩和菲爾·斯佩克特进行重写并放入1977年的专辑《Death of a Ladies' Man》中）。
1976年，科恩在没有Lissauer的陪伴下，在欧洲开启了新一轮的巡演，演出采用了全新的乐队，在乐器和编曲上也加入了更多变化，这次巡演同样也是为了《The Best of Leonard Cohen》的发行（在欧洲发行的专辑名为《Greatest Hits》）。
结束1976年的巡演后，科恩再次在编曲中进行了新的变化和尝试。1977年的专辑《Death of a Ladies' Man》是和菲爾·斯佩克特一起创作完成的，后者被大家公认为“音墙”技术的发明者，即在流行音乐中采用多个层次的乐器伴奏对歌曲进行烘托铺陈。这与科恩传统的乐器极简主义大相径庭。科恩并未参加这本专辑的宣传，不过在1979，1980和1985年的巡演中，科恩表演了该专辑中的中的两首歌曲，“Memories”和“Iodine”。尽管这样，科恩并未在他后来的精选集《More Best of Leonard Cohen》和《The Essential Leonard Cohen》中包含这張专辑中的任何歌曲。

### 1980年代
在1980年代早期时，科恩和Lewis Furey合作创作了摇滚音乐电影《Night Magic》，该片由Carole Laure和Nick Mancuso(Lewis担任声优)；LP在1985年发行。Lissuauer 制作了科恩接下来的一张专辑《Various Positions》，于1984年十二月发行（欧洲各地于来年一月二月陆续发行）。这本黑胶专辑包含了《Dance Me to the End of Love》，该首歌曲被做为科恩的第一支音乐影片推出，由法国的摄影家Dominique Issermann执导，不久之后，《Hallelujah》也包含进了拍摄计划。为了支持这本专辑的发行，科恩进行了他个人迄今为止最大型的巡演。期间Anjani Thomas成了科恩的固定搭档，他们参加了蒙特勒爵士音乐节，罗斯基勒音乐节，甚至还在波兰进行了一系列极具情绪和政治争议性的演唱会，在波兰实行戒严法的情况下，表演了《the Partisan》这首歌曲（反映二战时期的法国抵抗运动），这首歌被看作波兰“团结工会”运动的赞歌，在整个80年代，几乎科恩所有的歌曲都被Maciej Zembaty用波兰语进行过表演。
1986年科恩出现在电视连续剧迈阿密风云中。第二年，科恩发行了专辑《I'm your Man》，标志着其音乐的巨大改变。专辑大量使用合成器，在歌词方面科恩加入了更多社会评论和黑色幽默。这本专辑由科恩自己制作，在众多专辑之中一直保持着最高赞誉，由Dominique Isseramann在诺曼底海滩拍摄了一支黑白的宣传影片。随后科恩接受了一系列电视采访，在欧洲美加进行大范围的巡演，以来支持专辑的发行。BBC在纪录片《The Songs from Life of Leonard Cohen》采用了部分科恩在皇家阿尔伯特音乐厅的表演。

#### 《Hallelujah》
正是在这一阶段，科恩创造了日后引发巨大影响的歌曲《Hallelujah》。《Hallelujah》首次发行是1984年收录在科恩的录音室专辑《Various Positions》之中。这首歌起初只收获了有限的成功，直至1991年由Jeff Buckley和John Cale翻唱之后，开始广泛流行。《Hallelujah》先后被大约200名艺人用各种语言进行表演。到2008年，全球已经卖出超过500万份它的CD拷贝。BBC电台制作了以此为主题的纪录片，并在众多电影和电视作品中作为原声音乐。Alan Light以此为主题写作了《The Holy or The Broken: Leonard Cohen, Jeff Buckly & the Unlikely Ascent of ‘Hallelujah’》(2012)。纽约时报评论员Janet Maslin赞扬了这本书和歌曲，文中写到：“科恩花费了几年的时间苦心创作《Hallelujah》……他写了几乎80个版本的主歌，然后慢慢修剪成最终的歌曲，并收录在1984年的专辑《Various Positions》。他的厂牌，CBS Record，一开始拒绝发行《Various Positions》，他们没有意识到这首歌会成为美国音乐历史上最萦绕心头最常被改编最多变的歌曲之一。”

### 1990年代
1990年的电影《Pump Up the Volume》中采用了《I'm Your Man》中的《Everybody Knows》一曲，帮助科恩把他的音乐推荐给更年轻的听众。这首歌也在由Atom Egoyan于1994年拍摄的电影《Exotica》中作为主题曲。1992年科恩发行了《The Future》，专辑中强烈表达了在严峻现实面前的保守，改革和希望等观点。专辑中的三首歌曲《Waiting for the Miracle》《The Future》《Anthem》都在电影《天生杀人狂》中作为原声，这也有助于在科恩的作品在年轻人中的流行。
同《I'm Your Man》一样，《The Future》的歌词也是偏灰暗，并且对政治和社会动乱多有涉及。专辑同名歌曲据称是对洛杉矶92大动乱的回应。科恩拍摄了两只MTV用作于专辑的宣传，分别是《Closing Time》和《The Future》，并在欧美加三地进行了巡演，包括第二次在PBS的Austin City Limits上亮相。巡演内容收录在1994年发行的《Cohen live》专辑中。
1993年科恩出版了《Stranger Music: Selected Poems and Songs》一书，其中选录了他自1989年起的诗作和歌曲，包括了1978年出版的《Death of a Lady's Man》的修订版。
1994年科恩归隐于洛杉矶附近Baldy山的法场里，开始了为期五年的的隐居生活。1996年科恩皈依成为了一名临济宗的信徒，并获予了法号“Jikan”，意为“沉默安静”，其间担任Kyozan Joshu Sasaki Roshi的助手。
1997年科恩监制了精选集《More Best of Leonard Cohen》收录了一首未发行的歌曲《Never Any Good》和一首实验作品《The Great Event》，后来都被重制收录在与Sharon Robinson合作的专辑《Ten New Songs》（2001）。

### 2000年代
2001年科恩发行了《Ten New Songs》，作品受到制作人和联合作曲家Sharon Robinson的强烈影响。
2004年10月发行《Dear Heather》,大部分都是和爵士女歌手Anjani Thomas（科恩的伴侣）的合作。《Dear Heather》反应了科恩内心的转变，他不止一次在访谈中提到，他的忧郁在近些年得到了释放，他将此归功于自己对于佛家禅宗的皈依。在入选加拿大唱作名人堂的访谈中，他将这本专辑解释为各种主题的草稿本，不久后将计划发行一本更加正式的专辑。但是这让他和前经理人的官司雪上加霜，科恩最终没有对该专辑进行任何的宣传推广。
2006年Anjani和科恩推出了一同创作并由Anjani演唱的《Blue Alert》，收到了良好的评价，一名乐评人写到“听上去就像科恩重生为女人一般……尽管科恩没有自己演唱，而他的声音像烟一样弥漫笼罩了整本专辑”。

#### 经济纠纷
Sylvie Simmons在她2012年出版了关于科恩的传记，其中谈到道科恩长期的经纪人Kelley Lynch“长期认真经营着科恩的事务……（曾经）不仅仅是科恩的经纪人和亲近的朋友，甚至近似于家人一般。”然而Simmons写到在2004年底，科恩的女儿Lorca开始怀疑Lynch有着经济上的不正当行为，当科恩检查自己的银行账户时，发现他在不知情的情况下为Lynch支付了75000美元的信用卡账单，并且账户里大部分的钱都不见了（包括他的退休账户和慈善信托基金）。早在1996年Lynch开始出售科恩音乐作品版权时，这些偷窃行为便已经开始，科恩当时便应该发现端倪，因为他当时并没有任何经济上的动力去进行这些出售行为。
2005年10月8日，科恩对Kelley Lynch提起诉讼，宣称她已经从其退休账户中盗用了超过500万美元，仅仅留下15000美元。同时科恩也被几位其他的前商业伙伴起诉。这起事件让科恩被放到了公众的聚光灯前，加拿大杂志《Maclean's》进行封面报道，冠以标题《Devastated!》。2006年三月，科恩赢得民事诉讼，被洛杉矶县高等法院判获予900万美元的赔偿金。然而Lynch无视了这场诉讼，并没有回应关于她财政记录的传票。媒体大多都认为科恩也许将永远都不能收齐所有的罚金。
2012年3月1日，Sylvie Simmons写到，Kelley Lynch在洛杉矶被捕，因为“不断的违反其不能与科恩接触的永久法令，4月13日，地方法官判处她所有的罪名成立。4月18日他被判处18个月的监禁缓期5年执行”。科恩在法庭上说，“看见自己曾经的朋友在法庭上被铐在椅子上，让我感觉不到一丝愉悦，她相当有天赋，可却向黑暗，欺骗和报复屈服了；我衷心祈祷Lynch女士能够在自己的智慧和信仰中找到救赎和庇护；理解的精神力量和可以让她的内心由憎恨转为懊悔，由愤怒转为仁慈，由致命的报复转变为平和的自我改良。”

#### 2008-2010 世界巡回演出
2008年1月13日，科恩平静的宣布了他将开展一次长期的巡回演出，这是其15年来首次进行巡演。2008年6月29日科恩参加了格拉斯顿伯里音乐节，他几乎成为整次音乐节的中心，当太阳下山时，科恩开始演唱《Hallelujah》，台下报以狂热的反应以及长时间的欢呼。
科恩08年在伦敦O2体育馆的演出被制作成《Live in London》专辑，于2009年3月21日发行，其中包括两张CD和一张DVD，这是科恩第一次正式发行DVD。
2009年在西班牙巴伦西亚的演出中，在表演《Bird on Wire》到一半时，科恩在舞台上突然晕倒，被送往当地医院进行治疗，演出被迫中断。报道称科恩是因为食物中毒引起的身体不适。三天后9月21日，科恩在巴塞罗那进行表演，这天是科恩75岁的生日，因为传闻这可能是科恩在欧洲巡演的最后一站，演出吸引了大量欧洲各地的歌迷，听众在台下点起绿色的蜡烛为科恩庆祝生日。
9月24日，科恩在以色列特拉维夫的Ramat Gan体育馆进行演出，这次演出因为文化原因在以色列受到了一部分音乐人的抵制，然而演出票却在不到24小时内预售一空。演出前科恩声明，全场4万7千张票的票款全部捐献给了国际特赦组织和巴以问题和平组织，用于改善儿童健康服务和促成以色列老兵，前巴勒斯坦战士与冲突中受难者家属的会面。但是随后在2009年8月14日，国际特赦组织发表了声明，表示退出与这次演出的合作，并表示退出与抵制活动无关，而是因为缺乏以色列和巴勒斯坦NGO的支持。Palestinian Campaign for the Academic and Cultural Boycott of Israel (PACBI) 发起了这次抵制运动，宣称科恩“意图洗白以色列政府实施的殖民和种族隔离政策”。演出当晚，科恩饱含情绪的提到了巴勒斯坦以色列NGO Bereaved Families for Peace两次，说到：“我向这个高尚的组织低头致敬” 。
09年的世界巡演共计赚取超过950万美元，科恩由此在Billoard全球年度音乐人财富排行榜上排名39。
2010年9月14日，发行了演唱会专辑《Songs from the Road》，内容是关于2008，09年的演出实录。

### 2010年之后
2011年，科恩发行了诗集《Everyman's Library Pocket Poets》，2012发行专辑《Old Ideas》，这是科恩的第12本录音室专辑，后来成为科恩唱作生涯中榜单成绩最好的一部作品，在澳大利亚，挪威，芬兰，荷兰，新西兰，西班牙多国的排行上都升至第一。专辑几乎受到一致好评，滚石杂志，芝加哥论坛报，卫报都做出了肯定的评价，纽约时报记者Jon Pareles评价这本专辑，“道德在科恩的脑海中占到了很大的比重，正如这本专辑的歌曲表现出的一样；这本晚期专辑，沉思于回忆与最终考量，并且还从中透露着别样的微光。它又一次揪住了科恩先生终其一生所思考的议题：爱情，欲望，信仰，背叛和救赎。其中的措辞是圣经一般，而有些却是故作正经的嘲讽。”
2012年8月12日，科恩开始新一轮的欧洲巡演宣传《Old Ideas》，之后巡演又延续到美国，加拿大，澳大利亚和新西兰。
2014年9月19日，科恩发行了第13本录音室专辑《Popular Problems》，这天是他80岁生日后的两天。专辑在29个国家的iTunes排行榜上占据了第一的位置，而在另外15个国家中都登上了Top5。

## 作品主题
科恩作品中往复不变的主题包括：爱情，两性，宗教，忧愁和音乐本身，另外他也曾在一些作品中模糊的提及政治主题。

### 性与爱
《Suzzanne》揉合了忧伤的情歌和宗教冥想，这样的主题也出现在《Joan of Arc》一歌中。《Famous Blue Raincoat》则是表现一名男子的妻子和他朋友出轨，歌词是以给这名朋友的信的口吻写的。《Everybody Knows》表现了上世纪八十年代艾滋危机中人们的性关系，其中写到“赤裸的男人和女人，不过是一块关于过去的闪亮的手工品”。

### 宗教
科恩是犹太人，他一生的创作从其犹太宗教与犹太文化中汲取了大量的灵感。例如《Story of Isaac》和《Who by Fire》, 其中的歌词和旋律都让人回想起《Unetaneh Tokef》（一首源自11世纪的犹太教徒祭祀祈祷时吟唱的诗歌）。《Various Positions》中犹太主题贯穿整部专辑。《Hallelujah》包括了许多宗教元素，歌曲开始便提及大卫王曾经创作过一首歌曲来“取悦上帝”，继而又提到了拔示巴和参孙。《Whiter Thou Goest》的歌词，则改编自《路得记》。《If it Be Your Will》也表达了对神明的强烈虔诚与服从。

### 忧愁
由于多年来饱受忧郁症的侵扰（这在他晚年有所缓解），科恩早期的作品经常包括了忧郁症，自我伤害，自杀等主题。《Please Don't Pass Me By》和《Tonight Will Be Fine》中弥漫着抑郁的气氛。《Seems So Long Ago, Nancy》和《Dress Rehearsal Rag》则都描述了意图自杀的主人公。

### 政治
政治和社会公义也都重复在科恩的作品中重现，尤其是在后期的专辑中。《Democracy》一歌中，他承认政治矛盾并庆贺改革希望的存在：“从对抗混乱的战争中/从日日夜夜的警报中/从无家可归者的火焰中/从同性恋的灰尘中/民主来到了美国”。
战争是科恩作品中持久的主题，在早期的歌曲和早年生活中他便模糊的提到过。在被问起1974年的几场演唱会上他在结束时所行的军礼时，他评论道，“我十分严肃的演唱，十分严肃的在舞台上进行表演，因为我找不到其他的方式……我不认为自己是一名公民，而是一名战士，那便是战士所该做出的敬礼。”
1973年科恩前往耶鲁撒冷以方边境参加美国劳军组织性质的前线慰问演出，随后他离开以色列，其间深深的被以色列和阿拉伯战士的遭遇所打动，写下了《Lover Lover Lover》。这首各可以被看作为他对武装冲突的个人弃绝书，并在后来科恩自己评论道，结束了人们对他的歌曲作为“对抗敌人的精神盾牌”的期望。当被问及在阿以冲突中他支持哪一方时，科恩回答道，“我不想为战争或其中哪方说话……个人经历是一件事，它是血脉相承的，是一个人对自己根源的认同；而我作为个人，作为一名作家，对军事主义的践行则完全是另外一回事……我不希望自己谈论战争。”
科恩最近的政治倾向则是伴其一生的对弱势群体，“beautiful loser”的偏爱。无论是在录制法国抵抗运动歌曲《The Partisan》时，还是在演唱他自己的《The Old Revolution》时，他都表现出贯穿其生涯的对受压迫群体的深深同情。

## 个人生活
科恩1960年住在希腊伊兹拉岛上时，和Marianne C. Stang开展了一段恋情，《So Long, Marianne》便是写给她的。
科恩在70年代和洛杉矶的艺术家Suzanne Elrod开始了交往，并共同生育了两个孩子，儿子Adam和女儿Lorca，儿子Adam Cohen在90年代中期也开始了自己的唱作生涯。
科恩说自己的懦弱和恐惧让他最终没有和Elrod结婚，Elrod出现在《Death of a Ladies' Man》的封面上，并且她正是科恩1978年的书籍《Death of a Lady's Man》中的“Drak Lady”，他们最终在1979年分开。而《Suzanne》这首歌则是写的科恩朋友的前妻，并不是Suzanne Elrod。
80年代，科恩和法国摄影师Dominique Issermann成为了恋人，后者为科恩拍摄了其最早的两支MV《Dance Me to the End of Love》和《First We Take Manhattan》，同时是2010年科恩世界巡回的官方摄影师。90年代科恩和女演员Rebecca De Mornay开始了恋情，他们共同制作了92的专辑《The Future》。

## 宗教信仰
科恩在1970年代便接触到了他后来的导师“杏山”佐佐木承周禅师以及佛教，定期到博蒂山禅宗中心拜訪，并在1990年代担任其助手。杏山禅师常成为科恩诗歌的灵感和动机，尤其在《Book of Longing》中。科恩在1996年皈依佛门。禅师也在1997年关于科恩僧侣生活中的纪录片《Leonard Cohen: Spring 1996》中参演，科恩在2001年专辑《Ten New Songs》中致辞献给杏山禅师；然而他依然将自己当作一名犹太教徒：“我并不是试图去寻找一门新的宗教，我对原来的信仰十分满意。”2009年科恩在以色列的演唱会上，念出了犹太祈祷词，并且用希伯来语祝福台下的听众。

## 逝世
科恩於2016年11月7日逝世。11月11日，他的兒子Adam Cohen （页面存档备份，存于）在Facebook主頁公布了訃聞。
根據當時的新聞報導說他應該是癌症逝世，隨後柯恩的經紀人透露：柯恩是在半夜摔了一跤，不久便在睡夢中過世的。

## 相關網站
- 李歐納·柯恩SonyBMG官方網站 （页面存档备份，存于）
- 李歐納·柯恩檔案 （页面存档备份，存于）
- 李歐納·柯恩年表 （页面存档备份，存于）
- 李歐納·柯恩法國網站 （页面存档备份，存于）
- WorldCat 聯合目錄中里奥纳德·科恩的著作或與之相關的著作
- 里奥纳德·科恩在互联网电影资料库（IMDb）上的資料（英文）